# Nikolaos Karydias
Nikolaos Karydias (griechisch Νικόλαος Καρυδιάς) war ein griechischer Tennisspieler.

## Biografie
Karydias nahm 1906 am Tenniswettbewerb der Olympischen Zwischenspiele in Athen teil. Einzig im Einzel ging er an den Start. Ihm wurde der spätere Olympiasieger Max Décugis zugelost, der mit ihm beim 0:6, 0:6 kurzen Prozess machte. Karydias stammte aus Izmir. Sonst ist nichts über ihn bekannt.